# Polypedilum bicrenatum
Polypedilum bicrenatum är en tvåvingeart som beskrevs av Jean-Jacques Kieffer 1921. Polypedilum bicrenatum ingår i släktet Polypedilum och familjen fjädermyggor. Arten är reproducerande i Sverige. Inga underarter finns listade i Catalogue of Life.